# Lesti
Lesti lub Lesti Kejora, właśc. Lestiani (ur. 5 sierpnia 1999 w Bandungu) – indonezyjska piosenkarka dangdut.
Wygrała telewizyjny talent show D’Academy, po czym wydała swój pierwszy singiel pt. „Kejora” (2014). W 2017 r. otrzymała AMI (Anugerah Musik Indonesia) w kategorii najlepszy solowy artysta dangdut (za utwór „Egois”).

## Dyskografia
Single
- 2014: „Kejora”
- 2015: „Zapin Melayu”
- 2017: „Egois”
- 2017: „Buka Mata Hati”
- 2018: „Mati Gaya”
- 2018: „Purnama”
- 2018: „Lebih Dari Selamanya” (feat. Fildan Rahayu)
- 2019: „Ada Cerita”
- 2020: „Tirani”
- 2020: „Ku Lepas Dengan Ikhlas”